# Kanton Roquecourbe
Kanton Roquecourbe is een voormalig kanton van het Franse departement Tarn. Kanton Roquecourbe maakte deel uit van het arrondissement Castres en telde 6248 inwoners in 1999. Het werd opgeheven bij decreet van 17 februari 2014 met uitwerking op 22 maart 2015.

## Gemeenten
Het kanton Roquecourbe omvatte de volgende gemeenten:
- Burlats
- Lacrouzette
- Montfa
- Roquecourbe (hoofdplaats)
- Saint-Germier
- Saint-Jean-de-Vals